# Álvaro Ruiz de Navamuel
Álvaro Ruiz de Navamuel y de los Ríos fue un importante funcionario español en el Virreinato del Perú, quien ejerció durante las décadas finales del siglo XVI y hasta su fallecimiento el cargo de Secretario Mayor de la Gobernación, colaborando con varios virreyes. Acumuló un importante patrimonio y estableció un linaje criollo que ocuparía importantes cargos políticos y alcanzaría títulos nobiliarios.

## Biografía
Sus padres fueron Juan Rodríguez de Santiago de los Ríos e Inés García de Navamuel. Habría pasado al Perú, junto al gobernador Lope García de Castro, del cual fue secretario durante su mandato, cargo que mantuvo durante la gestión del virrey Francisco de Toledo.
Participó junto al virrey Toledo de la visita general (1570-1575) y redactó una relación de las obras de dicho gobernante. Alcanzó a comprar el cargo de Secretario Mayor (1585), pero se enfrentó en un largo litigio a Alonso Fernández de Córdoba, quien sostenía derechos a dicho cargo y quien finalmente fue favorecido por el fallo del Consejo de Indias. Murió en Lima, el 27 de junio de 1613.

## Matrimonio y descendencia
Contrajo matrimonio con la dama vizcaína Ángela Ortiz de Arbildo y Berriz, con la que tuvo los siguientes hijos:
- Inés de Navamuel, casada con Jerónimo de Aliaga y de los Ríos, cuya descendencia alcanzó el Marquesado de Zelada de la Fuente.
- Juan de los Ríos Navamuel, primer mayorazgo de la casa de los Ríos, quien contrajo matrimonio con Floriana de Santa Cruz y Padilla, en cuya descendencia recayó el Marquesado de Casa Dávila.
- Álvaro de los Ríos Berriz, casado con Juana Rodríguez de Villafuerte, bisnieta de Inés Huaylas y descendiente por lo tanto de Huayna Cápac.
- Luisa de los Ríos Navamuel, contrajo matrimonio con Diego de la Presa Flores, en cuya descendencia recayó primero el Condado de Montemar y posteriormente el Condado de Monteblanco.